# André Clot
André Clot (Grenoble, 9 novembre 1909 – Seyssinet-Pariset, 15 novembre 2002) è stato uno storico e scrittore francese, scrittore di saggi.

## Biografia
Clot ha lavorato dal 1936 fino al 1942 per l'agenzia di stampa Agence Havas, dal 1943 sino al 1945 per Radio Brazzaville e dal finire del 1945 fino alla pensione per la Agence France-Presse. 
Ha vissuto per molti anni in Turchia e nel Medio Oriente. Specialista dell'Islam, ha pubblicato numerosi libri sulla storia e la cultura dei paesi islamici.

## Opere
- L'Espagne musulmane. VIIIe–XVe siècle. Perrin, Paris 1999, ISBN 2-262-01425-6.
- L'Egypte des Mamelouks: L'empire des esclaves 1250-1517, Perrin, Paris 1999, ISBN 2-262-01030-7.
- Les Grands Moghols: Splendeur Et Chute, 1526-1707. Editions Plon, Paris 1993, ISBN 2-259-02698-2.
- Mehmed II, le conquérant de Byzance (1432-1481). Perrin, Paris 1990, ISBN 2-262-00719-5.
- Haroun al-Rachid et le temps des "Mille et une nuits". Fayard, Paris 1986, ISBN 2-213-01810-3.
- Soliman Le Magnifique, Fayard, Paris, 1983, ISBN 2-213-01260-1. (Italiano: Solimano Il Magnifico, Rizzoli, Milano 1986, ISBN 8-817-36093-7).